# Ski Aggu

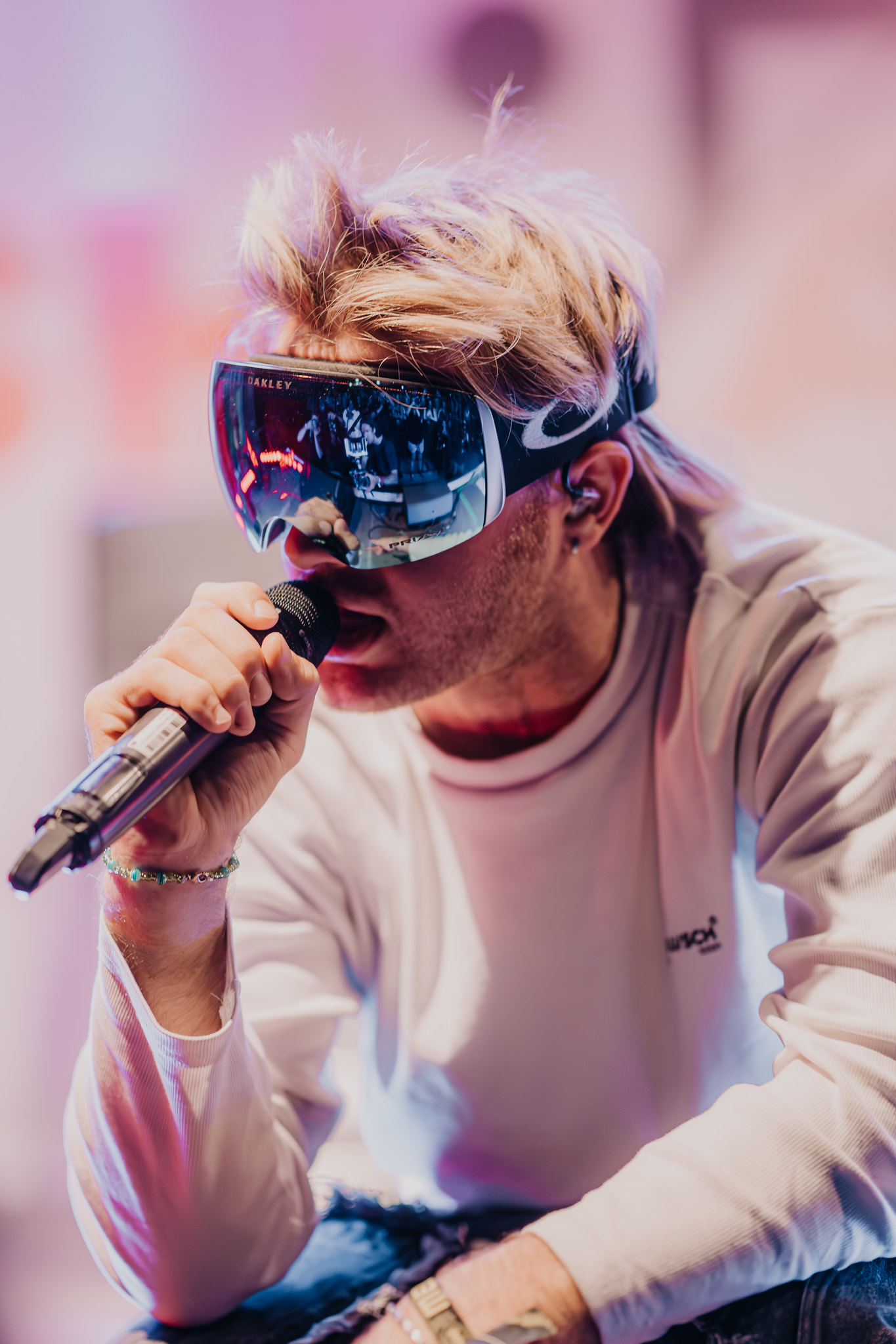
Ski Aggu (2023)

Ski Aggu (* 3. November 1997 in Berlin; bürgerlich August Jean Diederich) ist ein deutscher Rapper aus Berlin-Wilmersdorf. Sein Markenzeichen ist das Tragen einer Skibrille.

## Leben und Karriere
Diederich ist in Berlin-Wilmersdorf aufgewachsen. Sein Großvater ist der SPD-Politiker und Politikwissenschaftler Nils Diederich. Ski Aggu veröffentlichte ab 2018 Musik auf SoundCloud. Der thematische Fokus auf das Feiern zeichnete sich hier schon ab, allerdings ist die Stimmung düsterer und trauriger. Häufig war Ritter Lean alias Adrian Julius Tillmann auf den Tracks vertreten.
Nach eigenen Angaben lebte er zwischenzeitlich in Irland, wo er intensiv dem Kampfsport Brazilian Jiu-Jitsu nachging und in seiner Wettkampfklasse schließlich irischer Meister wurde. Der Kampfsport findet sich in Form von Posen auch in seinen Online-Präsenzen und Musikvideos wieder. Zudem spielte er bei FC Internationale Berlin Fußball.
Ski Aggu veröffentlichte seine erste Single Weißwein & Pappbecher im Jahr 2020 während der COVID-19-Pandemie. Seitdem veröffentlicht er in regelmäßigen Abständen neue Lieder. Sein zweiter Song Super Wavy, eine Zusammenarbeit mit YFG Pave, blieb bis zur Veröffentlichung von Party Sahne im Jahr 2022 sein meistgestreamter Song auf Spotify.
Nach einigen Clubkonzerten ab Sommer 2021 trat Ski Aggu ein Jahr später auf einigen Festivals im deutschsprachigen Raum wie dem Heroes Festival in Geiselwind, splash!, Poolbar-Festival oder Frequency auf. Für den 2022 erschienenen Track Hubba Bubba arbeitete er mit dem Berliner Musikproduzenten Southstar zusammen.
Der Durchbruch gelang ihm im Oktober 2022 mit dem Song Party Sahne, auf dem er zusammen mit den beiden Produzenten Endzone und Ericson zu hören ist. Das Lied, dessen Melodie sich beim Lied Jerk It Out der schwedischen Band Caesars bedient, erreichte Platz 32 der deutschen Singlecharts. Im November und Dezember 2022 spielte Ski Aggu seine erste Tour Aprés Ski in vielen großen Städten im deutschsprachigen Raum.
Am 2. Dezember 2022 veröffentlichte Ski Aggu sein Debütalbum 2022 war Film gewesen, das vier neue Songs enthält. Yannik Gölz von Laut.de schrieb, Ski Aggu habe ein Ohr für Stimmung und wisse, dass er die Wirkweise seiner Musik nicht buchstabieren muss. Einige Songs wirkten zwar skizzenhaft, insgesamt gebe es aber „musikalisch einfach zu viel Gutes zu holen“, um 2022 war Film gewesen „nicht als ein ziemlich interessantes Statement wertzuschätzen“. Der Rezensent vergab vier von fünf Sternen.

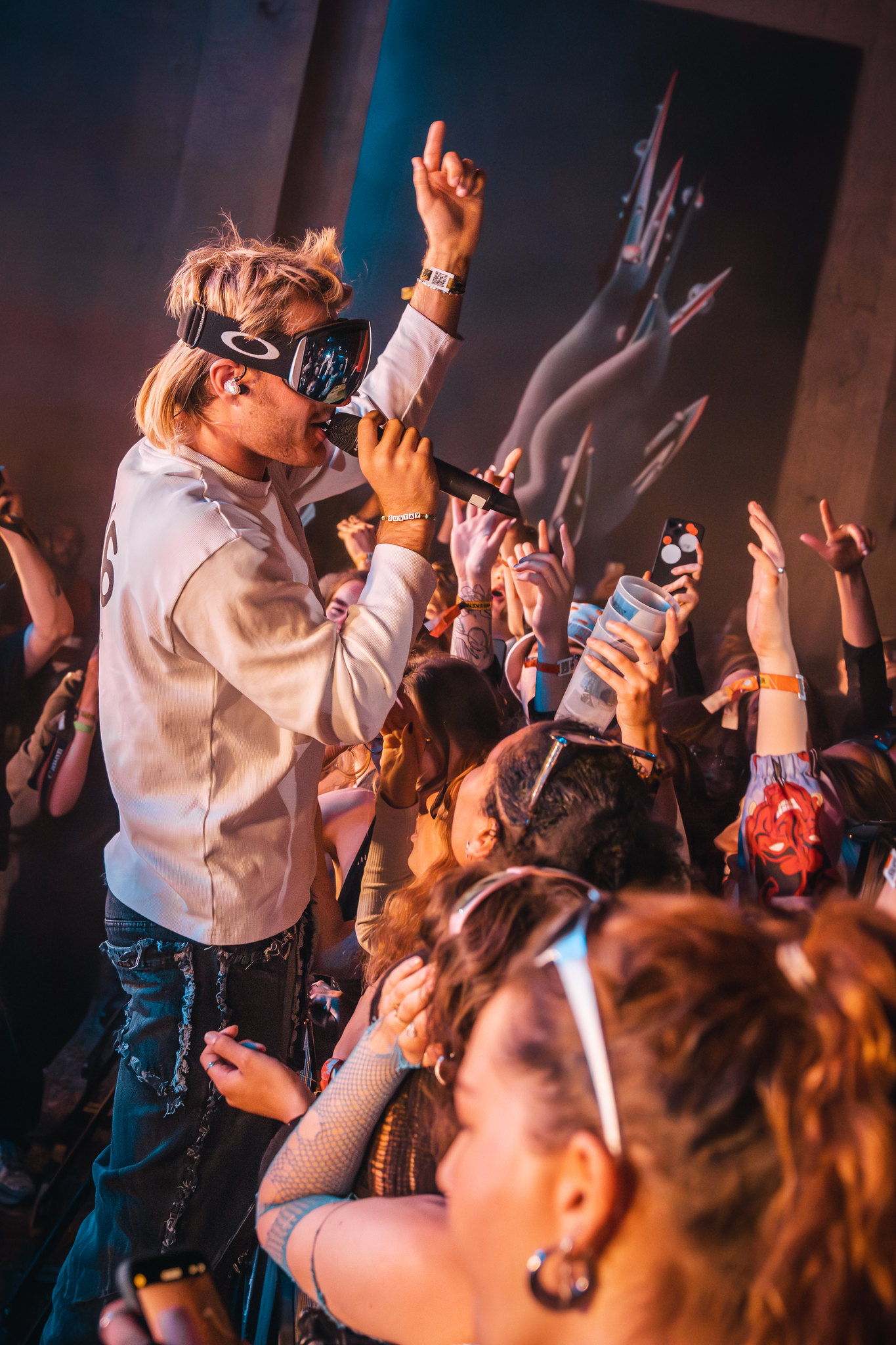
Ski Aggu bei einem Auftritt (2023)

Ski Aggu vertreibt seine Musik durch sein Label jungeratze (in Partnerschaft mit Universal) und seit 2023 durch die von ihm gegründete Ski Aggu GmbH mit Sitz in Berlin. Am 25. Mai 2023 erschien die Single Friesenjung in Kollaboration mit dem niederländischen Rapper Joost Klein und dem Komiker Otto Waalkes. Das Lied stellt eine Neuinterpretation des gleichnamigen Originals von Otto Waalkes dar, welches seinerseits auf dem Hit Englishman in New York von Sting aus dem Jahr 1987 basiert, und erreichte in Deutschland und Österreich Platz eins der Singlecharts. Für alle drei Künstler war es der erste Nummer-eins-Hit ihrer Karriere. Im Juli bzw. August 2023 veröffentlichte Aggu die Singles mietfrei mit Southstar und Sira bzw. Theater★ mit $oho Bani.
Am 12. Oktober 2023 erschien sein zweites Album Denk mal drüber nach…, das Platz 1 in den deutschen Albumcharts erreichte. Im Oktober 2023 begann ebenfalls seine Tour mit dem Namen Wahlkampftour 2023, welche Auftritte in Deutschland und Österreich vorsieht. Ziel sei eine Kanzlerkandidatur bei der Bundestagswahl 2025. Der Tagesspiegel kommentierte dies mit „Nicht alles, was der Wilmersdorfer erzählt, kann für bare Münze genommen werden“ und verweist auf sein angebliches Alter von 18 Jahren trotz Erwähnung eines Studiums in seinen Texten. Das Album Denk mal drüber nach… wurde in Deutschland für über 75.000 verkaufte Einheiten mit einer goldenen Schallplatte ausgezeichnet.
Am 30. August 2024 veröffentlichte er sein Album Wilmersdorfs Kind mit Gastbeiträgen von Makko, Jeremias, Ikkimel und Ritter Lean, begleitet von einer Album-Release-Tour. Das Album chartete in Deutschland und Österreich auf Platz 1, in der Schweiz auf Platz 2.
Am 14. September 2024 war er Teil der Comeback-Show von Stefan Raab auf RTL, in der er mit Raab und Sido den neuen Song Pa aufs Maul performte.

## Stil
Charakteristisch für Ski Aggu ist das Tragen einer Skibrille bei öffentlichen Auftritten. Ein weiteres Markenzeichen ist seine Vokuhila-Frisur. 2022 beschrieb der Tagesspiegel „West-Berliner Locations“, Partyexzesse sowie Wortspiele zwischen Humor und „gesellschaftskritische[n] Momentaufnahmen“ als prägend für Ski Aggus Texte. Im Interview sprach er sich für einen „sozialeren Kapitalismus“ aus. Laut dem Nachrichtenportal Watson setzt Ski Aggu „auf viel Wortwitz und 2000er-Nostalgie“. In einem Interview mit dem Tagesspiegel erklärte Ski Aggu, er könne nicht singen, weswegen er sich mit „coolen Punchlines“ abheben wolle.
Er bewirbt sich und seine Musik vor allen Dingen über die sozialen Netzwerke Instagram und TikTok. Dort präsentiert er sich als kleinkrimineller Rowdy. Johann Voigt von der Zeit bezeichnet ihn als „Repräsentant eines postpandemischen Hedonismus, der sich in Clubs, auf Open-Air-Veranstaltungen und im Internet entlädt“, und seinen Musikstil als „ein Muster aus Teilnahmslosigkeit und Eingängigkeit, tanzbaren Beats, einprägsamen Slogans und Partygeschichten.“

## Diskografie
Studioalben

| Jahr | Titel Musiklabel                       | Höchstplatzierung, Gesamtwochen, AuszeichnungChartplatzierungen (Jahr, Titel, Musiklabel, Platzierungen, Wochen, Auszeichnungen, Anmerkungen) | Höchstplatzierung, Gesamtwochen, AuszeichnungChartplatzierungen (Jahr, Titel, Musiklabel, Platzierungen, Wochen, Auszeichnungen, Anmerkungen) | Höchstplatzierung, Gesamtwochen, AuszeichnungChartplatzierungen (Jahr, Titel, Musiklabel, Platzierungen, Wochen, Auszeichnungen, Anmerkungen) | Anmerkungen                                               |
| Jahr | Titel Musiklabel                       | DE | AT | CH | Anmerkungen                                               |
| ---- | -------------------------------------- | --- | --- | --- | --------------------------------------------------------- |
| 2022 | 2022 war Film gewesen jungeratze (UMG) | DE85 a (1 Wo.)DE | — | — | Erstveröffentlichung: 1. Dezember 2022                    |
| 2023 | Denk mal drüber nach… jungeratze (UMG) | DE1 Gold · (62 Wo.)DE | AT3 (55 Wo.)AT | CH8 (58 Wo.)CH | Erstveröffentlichung: 12. Oktober 2023 Verkäufe: + 75.000 |
| 2024 | Wilmersdorfs Kind jungeratze (UMG)     | DE1 (12 Wo.)DE | AT1 (10 Wo.)AT | CH2 (9 Wo.)CH | Erstveröffentlichung: 30. August 2024                     |

## Auszeichnungen
1 Live Krone
- 2023: in der Kategorie „Bester Song“ (Friesenjung)[21]
- 2023: in der Kategorie „Bester Hip-Hop / R&B Song“ (Anders)[21]
- 2023: in der Kategorie „Bester Newcomer“[21]
- 2024: in der Kategorie „Bester Alternative Song“ (Wie du manchmal fehlst)[22]
- 2024: in der Kategorie „Bester Künstler“[22]

Hiphop.de Awards
- 2023: in der Kategorie „Bester Rap-Solo-Act national“[23]
- 2023: in der Kategorie „Beste Line“ für „Der Bass scheppert böse, ich penn’ nicht, / Scheppert wie Hirte auf Englisch“[23]